# Кулёмина, Евдокия Андреевна
Евдокия Андреевна Кулёмина (14 марта 1928 — 25 декабря 2012) — передовик советского сельского хозяйства, звеньевая колхоза «Красный пахарь» Починковского района Горьковской области, Герой Социалистического Труда (1958).

## Биография
Родилась в 1928 году в селе Кочкурово, ныне Починковского района Нижегородской области в крестьянской русской семье.
В 1941 году, окончив пять классов сельской школы, была трудоустроена в колхоз "Красный пахарь". В 1950 году стала работать заведующей конетоварной фермы.
В 1956 году Кулёмина стала возглавлять молодёжное звено по выращиванию кукурузы и сахарной свёклы. В 1958 году звено достигло высоких производственных результатов, за что была представлена к награде - Ордену Ленина.
Урожай 1959 года стал ещё более результативным. Кукуруза была собрана по 120 центнеров с гектара, сахарная свёкла 350 центнеров с гектара, волокна конопли по 11 центнеров с гектара. 
Указом Президиума Верховного Совета СССР от 12 марта 1958 года за получение высоких результатов в сельском хозяйстве и рекордные показатели при уборке урожая Евдокии Андреевне Кулёминой было присвоено звание Героя Социалистического Труда с вручением ордена Ленина и медали «Серп и Молот.
Продолжала и дальше трудиться в сельском хозяйстве.
С 1962 по 1967 годы работала бригадиром тракторной бригады. До 1974 года была председателем исполкома Кочкуровского сельского Совета. В 1979 году стала работать бригадиром садоводческой бригады.
Избиралась депутатом Верховного Совета СССР 5-го созыва[уточнить]. Была делегатом XXI и XXII съездов КПСС.
В последнее время трудилась председателем профкома в родном колхозе. Находясь на пенсии работала старостой при Храме Пресвятой Троицы в селе Кочкурово.
Проживала в родном селе. Умерла 25 декабря 2012 года. Похоронена на сельском кладбище.

## Награды
За трудовые успехи была удостоена:
- золотая звезда «Серп и Молот» (12.03.1958)
- Два ордена Ленина (12.03.1958, 25.12.1959)
- Орден Трудового Красного Знамени (30.04.1966)
- другие медали.